# 나카촌 (후쿠오카현)
나카촌(中村)은 일본 후쿠오카현 구라테군에 설치되었던 촌이다. 현재의 미야와카시의 일부에 해당한다.